# Vražda Barbory Dymákové
Barbora Dymáková (19. října 1971 – červenec 1989) byla studentka z Heřmanova Městce na Chrudimsku, která zmizela v červenci 1989. Byla pohřešovaná půl roku, než se její ostatky našly v remízku poblíž vesnice Rváčov. Příčinu smrti se nikdy nepodařilo objasnit, je ale vysoce pravděpodobné, že se jedná o vraždu.

## Zmizení

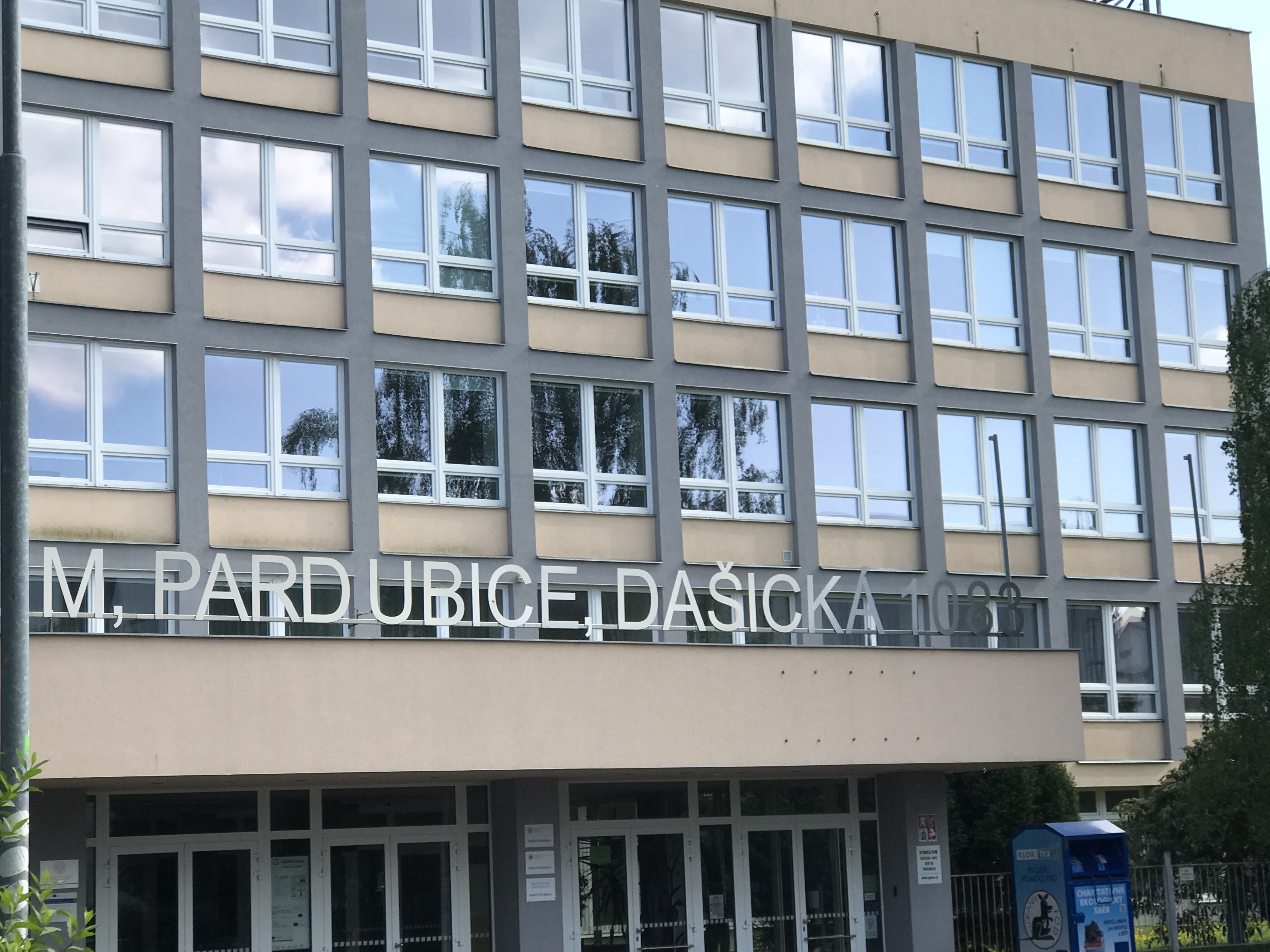
Gymnázium Dašická - sem Barborka docházela do školy

Barbora Dymáková, tehdy 17letá studentka pardubického gymnázia Dašická, dojížděla do školy ze svého bydliště v Heřmanově Městci. Byla studentkou s nadprůměrným prospěchem.
Ve který den odešla Barbora z domova, se zcela přesně neví. Většinou se udává datum 1. červenec 1989, ale lze se setkat i s informací, že odešla z domu ve druhé polovině července. Při odchodu z domu měla na sobě rifle, bílo-žluté tričko a boty značky Adidas. Vzala si sebou modrou cestovní tašku. Nikdy se už do domu svých rodičů nevrátila.
Ani samotní rodiče nevěděli, kam Bára odešla, popřípadě s kým. První předpoklad rodičů byl, že Bára odjela za dědou k přehradě na Seči.
To ovšem nebyla pravda. Pak se domnívali, že jejich dcera tráví prázdniny pod stanem s kamarády. Prázdninové dny ubíhaly, ale Barbora se nevracela a ani o sobě nedala vědět. Domněnka stanování s kamarády taky nebyla správná. Požádali o pomoc svého známého, policejního důstojníka, aby jejich dceru vypátral.

## Začátek pátrání
Policejní důstojník prověřil nejdřív fotografa, který Barboru nedávno fotil. Následně se obrátil na její kamarády, zda něco nevědí o jejím zmizení. Kamarádi ale neměli ani tušení o tom, kde Barbora je.

Rodiče Báry napsali do novin inzerát, kde informovali o zmizení své dcery. Zveřejnili její datum narození, její stručný popis. Jednalo se o 17letou dívku. Výška 165 cm, postava plnoštíhlá. Dlouhé tmavé vlasy, modré oči. Oblečená byla do riflí, bílého trička se žlutým kruhem, obuv byly boty zn. Adidas. Také zmínili, že jejich dcera si brala při odchodu z domu modrou cestovní tašku. Svou dceru přes inzerát prosili, ať se jim ozve, nebo ať se rovnou vrátí domů. Bára se ovšem ani svým rodičům, ani nikomu jinému neozvala.

## Nález těla a nové pátrání
Zlom v celém případu nastal až 22. ledna 1990. A. D. z vesnice Vítanov nedaleko Hlinska pracoval jako traktorista v místním JZD a ten den zkracoval větve stromů v remízkách a prořezával náletové dřeviny. Nepracoval sám, k ruce měl trojici mužů a při práci pomáhali taky koně. Když pracovali na remízku nedaleko Rváčova u Hlinska, prohrnul A. D. keř maliníku a uviděl botu. Z ní trčelo něco bílého, myslel si, že je to sádra. Až když na botu šáhl, zjistil, že jsou to lidské kosti. Muži se rychle vrátili na dílnu a volali policii. Policie dorazila rychle – z Hlinska, okresního města Chrudim, Pardubic a tehdy krajského města Hradec Králové. Přijelo dohromady až 20 policejních aut. Policisté zajistili místo nálezu. Remízek se nachází hned vedle polní cesty nalevo při směru od hlavní silnice. Cesta vede do vesnice Svobodné Hamry. Policie hlídala celý prostor i v noci a hledala důkazy. 

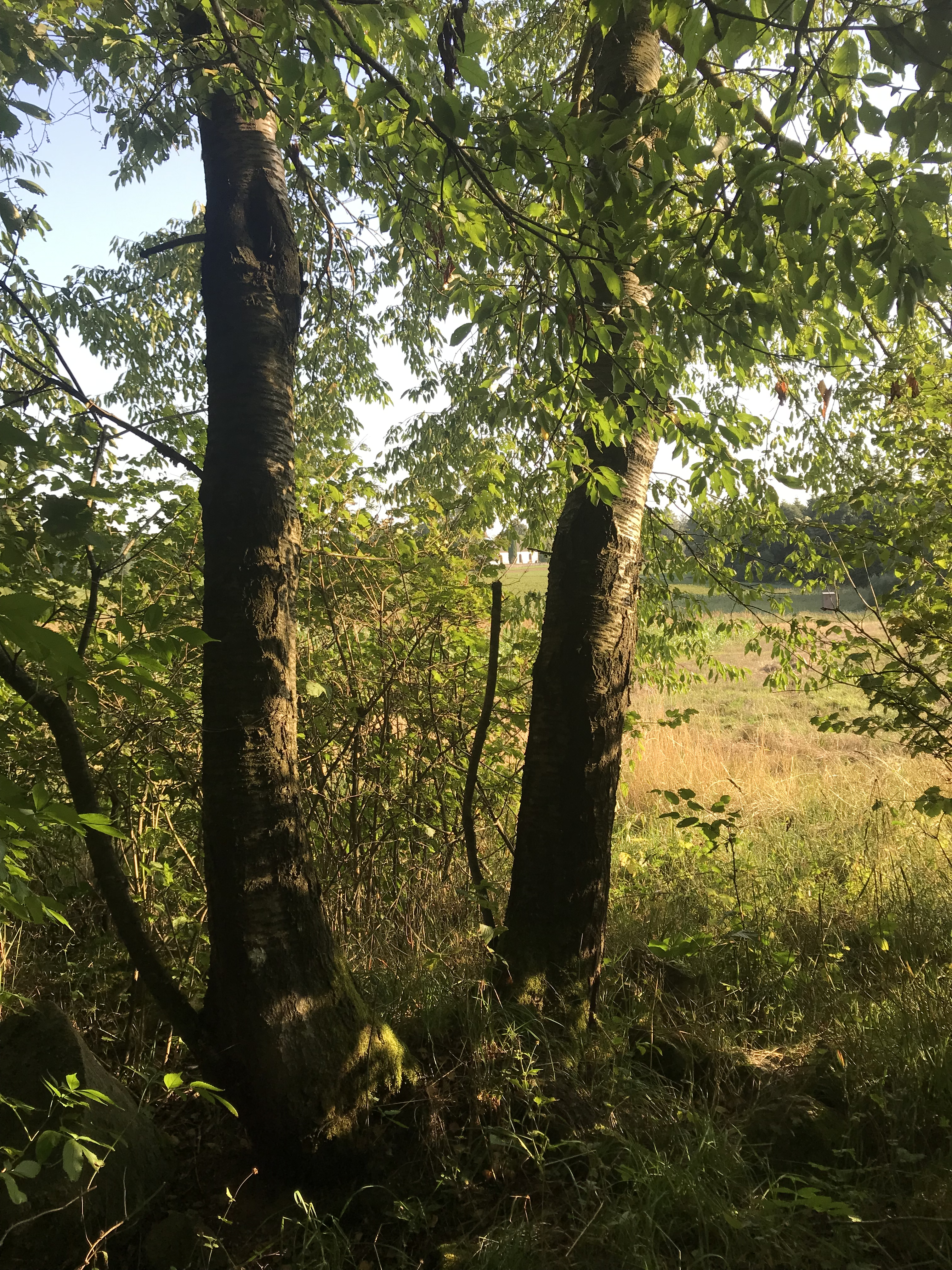
Místo nálezu těla v srpnu 2023

Tělo zatím neznámé totožnosti leželo na boku, zabalené do igelitové plachty. Ta měla rozměry 200×130 cm a bylo na ní označení „25 849 H“.
Tělo bylo už ve značném stadiu rozkladu. Zachovaly se ale zbytky oblečení – rifle, zbytky trička, boty, řetízek kolem krku a menstruační vložka. Šlo tedy o ženu.
Případ vyšetřoval Jiří Kacafírek z Chrudimi. Ten se k případu vyjádřil následovně:
| „                                    | Dá se říct, že jsem byl jeden z prvních, který k místu přijel. Vzpomínám si, že u místa činu byl muž s koňmi, který pracoval na poli. Vždy když kolem remízku projel, koně byli značně nervní. Nebylo tam prakticky cokoli poznat. Půlroční rozkládání se na devastaci těla projevilo značně. Vzpomínám si, že tenkrát využil kriminalistický ústav tzv. superprojekci, aby se podle tvaru lebky a fotografie potvrdila totožnost Barbory Dymákové. K identifikaci nám pomohly taky zbytky oblečení. Otisky žádné, všechno zmizelo. | “ |
| — Hlavní vyšetřovatel Jiří Kacafírek | |   |

Podle následných závěrů z pitvy leželo tělo v remízku asi půl roku. Kromě superprojekce lebky k identifikaci těla pomohly i zubní záznamy.
Jiří Kacafírek vyslechl obyvatele Rváčova ve snaze pachatele dopadnout co nejdříve. Žádné užitečné informace pro pátraní se od nich ale nedozvěděl. Nikdo nic o případu nevěděl. Jediná veliká stopa – igelit s vyraženým číslem - rovněž selhala. A to navzdory tomu, že se policii povedlo ztotožnit muže, který igelitovou plachtu odřezával z palety s materiálem. Tento typ igelitu se používal k balení vysavačů ve fabrice Elektro-Praga Hlinsko a ta sídlila v té době právě ve Rváčově. Uvedený typ igelitu tedy v okolí Rváčova mohl používat prakticky kdokoliv. A pachatel dokonce nemusel být ani z Rváčova a ani z okolí. Stačilo, aby igelit jednoduše vzal z kontejneru nebo ho našel někde poblíž silnice.
Vyšetřovatel Kacafírek se později vyjádřil: 
| „                                    | Vyslechli jsme strašně moc lidí. Podezřelých bylo dost. Sledovali se lidé, kteří byli předtím i potom zavření. S jedním podezřelým jsem by i na detektoru lži v Praze. Výsledek byl 50 na 50. Dokonce jsme byli vyslýchat i dělníky na Slovensku, kteří tehdy prováděli výkopové práce ve Rváčově. | “ |
| — Hlavní vyšetřovatel Jiří Kacafírek | |   |

Kacafírek se obrátil i na místního psychotronika a léčitele p. Jindřicha Paseku. Ten policistům řekl, že by měli případ raději pustit k ledu. A tvrdil, že za vším jsou rodinné problémy. Kacafírek k tomu později řekl:
| „                                    | Hlavního podezřelého jsme oficiálně neměli. A vůči těm, které jsme podezřívali, jsme neměli dostatek důkazů. | “ |
| — Hlavní vyšetřovatel Jiří Kacafírek | |   |

Mezi vyslýchanými byl i nálezce těla, A. D. Ten vypověděl:
| „                    | V Chrudimi jsem vypovídal asi půl dne a vzpomněl jsem si na smrad, který byl cítit dávno předtím, než jsme tělo našli. V létě bylo pěkné vedro. Nenapadlo mně, že by to mohl být zápach z rozkládajícího se lidského těla. Domníval jsem se, že jde o uhynulou lesní zvěř. | “ |
| — Nálezce těla A. D. | |   |

## Teorie o úmrtí
Jak nebo čí rukou přišla mladá dívka z Heřmanova Městce o život, se neví. Sebevražda je prakticky vyloučena. Možnost smrti po autonehodě je velmi málo pravděpodobná, téměř zcela vyloučena. Soudní lékař totiž při pitvě neobjevil na těle žádnou zlomeninu ani frakturu lebky. Téměř vyloučeno je i zastřelení. S největší pravděpodobností byla příčina smrti uškrcení nebo udušení, eventuálně utopení. Loupežná vražda je taky téměř vyloučena. Proti této verzi je skutečnost, že byl nalezen řetízek kolem krku oběti a taky hodinky. Oběť nemusela být ani znásilněna, čemuž by nasvědčovala menstruační vložka, nalezená u těla.
Podle hlavního vyšetřovatele Kacafírka, na neobjasnění tohoto záhadného případu nemělo podíl jenom to, že se o tom policie dozvěděla pozdě. Své udělaly i změny režimu v roce 1989. Policie byla v nejistotě, nikdo netušil, zda si svoji práci u policie udrží a policejní úkony povolovala jen Praha.

## Závěr
Spis stále nevyřešeného a záhadného případu se dodnes nachází v Hradci Králové. Poslední svědectví k případu je z roku 2002. Tehdy si řidič z Liberecka vzpomněl, že Báru vezl ve svém autě. Tato stopa taky nikam nevedla. V autě tohoto řidiče totiž seděla úplně jiná dívka.
Ať vraždu spáchal kdokoliv, do vězení již nepůjde – promlčecí doba vraždy je v ČR 20 let.